# Seal Island
Seal Island é um filme em curta-metragem estadunidense de 1948 dirigido e escrito por James Algar, Ben Sharpsteen e Walt Disney. Venceu o Oscar de melhor curta-metragem em live-action: 2 bobinas na edição de 1949.

## Elenco
- Winston Hibler